# 维也纳秘密防御同盟条约
维也纳秘密防御同盟条约是法国、奥地利帝国和英国于1815年1月3日签署的防御條約。三國簽約時拿破仑战争將近结束。當時法国代表夏尔·莫里斯·德塔列朗-佩里戈尔希望法国不再外交孤立，并向其他国家保证法国不會再發動革命。条约规定缔约国任何一国遭受来他國威胁时，三国应互相支援。